# فيكتوريا شو
فيكتوريا شو (بالإنجليزية: Victoria Shaw)‏ (و. 1935 – 1988 م) هي ممثلة، وممثلة تلفزيونية، من أستراليا، ولدت في سيدني، توفيت في سيدني، عن عمر يناهز 53 عاماً.

## وصلات خارجية
- فيكتوريا شو على موقع IMDb (الإنجليزية)
- فيكتوريا شو على موقع ألو سيني (الفرنسية)
- فيكتوريا شو على موقع أول موفي (الإنجليزية)
- فيكتوريا شو على موقع قاعدة بيانات الأفلام السويدية (السويدية)
- فيكتوريا شو على موقع قاعدة بيانات الفيلم (الإنجليزية)
- فيكتوريا شو على موقع كينوبويسك (الروسية)